# Кулябовский сельсовет
Кулябовский сельсовет — сельское поселение в Мучкапском районе Тамбовской области Российской Федерации.
Административный центр — село Кулябовка.

## История
Статус и границы сельского поселения установлены Законом Тамбовской области от 17 сентября 2004 года № 232-З «Об установлении границ и определении места нахождения представительных органов муниципальных образований в Тамбовской области».

## Население
| 2010  | 2012  | 2013  | 2014  | 2015  | 2016  | 2017  |
| ----- | ----- | ----- | ----- | ----- | ----- | ----- |
| 1254  | ↘1219 | ↘1194 | ↘1150 | ↘1115 | ↘1091 | ↘1050 |
| 2018  | 2019  | 2020  | 2021  |       |       |       |
| ↘1012 | ↘960  | ↘948  | ↘896  |       |       |       |

## Состав сельского поселения
| № | Населённый пункт | Тип населённого пункта       | Население |
| - | ---------------- | ---------------------------- | --------- |
| 1 | Берёзовка 1-я    | село                         | 310       |
| 2 | Кулябовка        | село, административный центр | 940       |
| 3 | Савино           | посёлок                      | 4         |